# U doubku
U doubku (367 m n. m.) je vrch v okrese Mladá Boleslav Středočeského kraje. Leží asi 1 km severně od Bojetic na katastrálním území Bojetice, Týnec a Holé Vrchy. Je to nejvyšší bod Chloumeckého hřbetu.

## Geomorfologické zařazení
Geomorfologicky vrch náleží do celku Jičínská pahorkatina, podcelku Turnovská pahorkatina a okrsku Chloumecký hřbet.

## Přístup
Až na vrchol k vysílači se dá vyjet i automobilem po žluté turistické trase vedoucí z náměstí v Dobrovici na sever přes samotný vrchol až k rozcestí Nad Zákoutím, kde se napojuje na modrou trasu poblíž Holých vrchů.